# Río Anapatí
Der Río Anapatí ist ein etwa 117 km langer linker Nebenfluss des Río Ene in der Provinz Satipo der Region Junín in Zentral-Peru.

## Flusslauf
Der Río Anapatí entspringt im Westen des Distrikts Pangoa an der Wasserscheide zum weiter südlich gelegenen Einzugsgebiet des Río Mantaro. Das Quellgebiet befindet sich an der Ostflanke der peruanischen Zentralkordillere auf einer Höhe von etwa 3450 m. Der Río Anapatí fließt anfangs 12 km in Richtung Nordnordost, anschließend fließt er 25 km nach Osten und wendet sich danach nach Norden. Bei Flusskilometer 58 durchschneidet er einen Höhenrücken und biegt nach Südosten ab. Die Überlandstraße von San Martín de Pangoa nach Puerto Anapati verläuft entlang dem linken Flussufer. Der Fluss bildet nun die Grenze zum weiter nordöstlich gelegenen Distrikt Río Tambo. Bei Flusskilometer 38 trifft der Río Chichireni von rechts auf den Fluss. Bei Flusskilometer 24 durchbricht dieser erneut einen Höhenrücken und nimmt unmittelbar im Anschluss, bei Flusskilometer 19, den Río Tincabeni von rechts auf. Auf seiner restlichen Strecke verläuft der Río Anapatí in südsüdöstlicher Richtung und mündet schließlich bei Puerto Anapatí auf einer Höhe von etwa 400 m in den Río Ene.

## Einzugsgebiet
Der Río Anapatí entwässert ein Areal von etwa 1570 km². Das dünn besiedelte Einzugsgebiet des Río Anapatí ist hauptsächlich von tropischem Regenwald bedeckt und erstreckt sich über Teile der Distrikte Pangoa und Río Tambo. Es grenzt im Süden an das des Río Mantaro, im Westen an das des Río Sonomoro, eines Zuflusses des Río Pangoa, sowie im Norden an das des Río Sanibeni.